# Amphipyra obliquilimbata
Amphipyra obliquilimbata là một loài bướm đêm trong họ Noctuidae.